# Phenylethanolamine
Phenylethanolamine (đôi khi viết tắt là PEOH), hoặc -hydroxyphenethylamine, là một amin amin có cấu trúc tương tự như các phenethylamines khác cũng như các chất dẫn truyền thần kinh catecholamine dopamine, norepinephrine và epinephrine. Là một hợp chất hữu cơ, phenylethanolamine là một phenethylamine hydrox -hydroxylated cũng có cấu trúc liên quan đến một số loại thuốc tổng hợp trong nhóm phenethylamine được thay thế. Cùng chung với các hợp chất này, phenylethanolamine có hoạt tính tim mạch mạnh  và, dưới tên Apophedrin, đã được sử dụng như một loại thuốc để tạo ra sự co mạch tại chỗ.
Về ngoại hình, phenylethanolamine là một chất rắn màu trắng.
Phenylethanolamine có lẽ được biết đến nhiều nhất trong lĩnh vực sinh học như là một phần của tên enzyme "phenylethanolamine N-methyl transferase", đề cập đến một loại enzyme chịu trách nhiệm chuyển norepinephrine thành epinephrine, cũng như các biến đổi liên quan khác.

## Xuất hiện
Phenylethanolamine đã được tìm thấy xảy ra tự nhiên ở một số loài động vật, bao gồm cả con người.

## Hóa học

### Tổng hợp
Một sự tổng hợp sớm của phenylethanolamine là bằng cách khử 2-nitro-1-phenyl-ethanol. Các tổng hợp ban đầu khác được tóm tắt trong một bài báo của Hartung và Munch.
Một tổng hợp gần đây hơn, cung cấp một năng suất tốt hơn, là bằng cách khử benzoyl cyanide bằng LiAlH4.

## Dược động học
Dược động học của phenylethanolamine, sau khi tiêm tĩnh mạch cho chó, đã được nghiên cứu bởi Shannon và đồng nghiệp, họ đã phát hiện ra rằng thuốc theo "mô hình hai ngăn", với T1/2 (α) ≃ 6,8 phút và T 1/2 (β) 34,2 phút; "thời gian bán hủy trong huyết tương" của phenylethanolamine là khoảng 30 phút.

## Hóa sinh
Phenylethanolamine đã được tìm thấy là một chất nền tuyệt vời cho enzyme phenylethanolamine N-methyl transferase (PNMT), lần đầu tiên được phân lập từ tuyến thượng thận khỉ bởi Julius Axelrod, đã biến đổi nó thành N-methylphenylethanolamine.
Các nghiên cứu sau đó của Rafferty và đồng nghiệp đã chỉ ra rằng độ đặc hiệu cơ chất của PNMT từ tuyến thượng thận của bò đối với các chất đối kháng khác nhau của phenylethanolamine theo thứ tự R-(-)-PEOH> R, S-(racemia) -PEOH> S-)-PEOH.

## Chất độc
Liều gây chết tối thiểu (mld) khi tiêm dưới da cho chuột lang là ~ 1000 mg/kg; mld khi tiêm tĩnh mạch cho thỏ là 25–30 mg/kg.; ở chuột, mld sau khi tiêm tĩnh mạch là 140 mg/kg.